# NGC 2761
NGC 2761 (również PGC 25638) – galaktyka spiralna (S?), znajdująca się w gwiazdozbiorze Raka. Odkrył ją Albert Marth 29 marca 1865 roku.